# Mau
Pour les articles homonymes, voir Mau (homonymie).
Mau ou Mau Nath Bhanjan est une ville industrielle de l'État de l'Uttar Pradesh en Inde.